# Харбург (окръг)
Окръгът Харбург (на немски: Landkreis Harburg) е окръг в метропол-регион Хамбург в Долна Саксония, Германия с 242 871 жители (към 31 декември 2013) и площ от 1244,64 km².
Създава се през 1932 г. Окръжният му град е Винзен на река Луе.

Територията на днешния окръг Харбург принадлежала първо към Княжество Люнебург и след това към Курфюрството и по-късното Кралство Хановер.